# KID (société)
Pour les articles homonymes, voir Kid.
KID (acronyme de Kindle Imagine Develop) était une société japonaise basée à Tokyo, spécialisée dans les jeux vidéo. Fondée le 12 mai 1988, elle a fait banqueroute en 2006.

## Propriétés intellectuelles
- En février 2007, il est annoncé que les propriétés intellectuelles de KID sont acquises par CyberFront.
- En avril 2010, Kaga Electronics Co. Ltd. acquiert 51% de CyberFront ; CyberFront devient alors une filiale de Kaga Electronics.
- En mars 2013 CyberFront appartient à 100% à Kaga Electronics.
- Le 19 décembre 2013, Kaga Electronics annonce la dissolution de CyberFront à la suite de la découverte d'insuffisances dans les contrats de propriété intellectuelle de CyberFront et aux réclamations de partenaires commerciaux niant l'existence de ces droits, et au manque de coopération du fondateur de CyberFront Corporation, Shinji Fujiwara, dans l'enquête[2],[3].
- Après la fermeture de Kaga Create, la filiale jeux vidéo de Kaga Electronics, 5pb. (aujourd'hui Mages Inc.) acheta les propriétés intellectuelles de CyberFront, ce qui inclut en conséquence celles de KID également.

## Jeux vidéo
Série Infinity
- Infinity Cure
- Never 7: The End of Infinity
- Ever 17: The Out of Infinity
- Remember 11: The Age of Infinity
- 12Riven -the Ψcliminal of integral-
- Code 18

Série Memories Off
- Memories Off
- Memories Off 2nd
- You that became a Memory ~Memories Off~
- Memories Off ~And then~
- Memories Off ~And Then Again~
- Memories Off 5: Togireta Film
- Memories Off #5 encore
- Your Memories Off: Girl's Style

Autres titres
- Blocken (Arcade)
- Armored Police Metal Jack (Game Boy)
- Kingyo Chūihō! 2 Gyopichan o Sagase! (Game Boy)
- Battle Grand Prix (SNES)
- Jumpin' Derby (Super Famicom)
- Super Bowling (SNES)
- Super Jinsei Game (2 et 3) (Super Famicom)
- Chibi Maruko-chan: Okozukai Daisakusen (Game Boy, 1990)
- Chibi Maruko-Chan 2: Deluxe Maruko World (Game Boy, 1991)
- Chibi Maruko-chan 3: Mezase! Game Taishou no Maki (Game Boy, 1992)
- Chibi Maruko-chan 4: Korega Nihon Dayo Ouji Sama (Game Boy, 1992)
- Chibi Maruko-Chan: Maruko Deluxe Gekijou (Game Boy, 1995)
- Mendel Palace (codéveloppé avec Game Freak)
- Low G Man: The Low Gravity Man
- Bananan Ouji no Daibouken
- Kick Master
- G.I. Joe
- G.I. Joe: The Atlantis Factor
- Rock 'n' Ball
- Sumo Fighter: Tōkaidō Basho
- UFO Kamen Yakisoban
- Sutobasu Yarō Shō: 3 on 3 Basketball
- Mini 4WD Shining Scorpion Let's & Go!!
- Pepsiman
- Doki! Doki! Yūenchi: Crazy Land Daisakusen (Famicom)
- Ai Yori Aoshi (adaptation PS2 et PC)
- Ryu-Koku (dernier jeu avant la banqueroute)
- Separate Hearts
- Ski Air Mix
- Recca (Shooter Famicom créé pour le « Summer Carnival '92 »)
- We Are*
- Close to: Inori no Oka
- Yume no Tsubasa
- Isolated Warrior
- Kaitou Apricot (PlayStation)
- Kiss yori... (Saturn et WonderSwan)
- 6 Inch my Darling (Saturn)
- Dokomademo Aoku...
- Kagayaku Kisetsu e
- She'sn
- Screen
- Emmyrea
- My Merry May
- Iris
- Flamberge no Seirei
- Prism Heart (Dreamcast)
- Oujisama Lv1 (PlayStation)
- Boku to Bokura no Natsu (Dreamcast)